# تجارة (رياضة)
في الرياضات الاحترافية داخل الولايات المتحدة وكندا، التجارة هي صفقة دوري رياضي بين الأندية الرياضية تنطوي على تبادل حقوق اللاعب من فريق إلى آخر. على الرغم من أن حقوق اللاعب هي أصول التداول الأساسية، فإن عمليات الانتقاء والنقد هي أصول أخرى يمكن استكمالها لإتمام صفقة ما، إما مجمعة جنبًا إلى جنب مع حقوق اللاعب ليتم نقلها إلى فريق آخر، أو كأصول قائمة بذاتها مقابل حقوق اللاعب عادة، يتم إكمال الصفقات بين فريقين، ولكن هناك حالات يتم فيها إتمام الصفقات بين ثلاثة أندية أو أكثر.
تتضمن التداولات اللاعبين المتعاقدون مع فرقهم الحالية فقط؛ لا يمكن تداول اللاعبين الوكلاء الأحرار، الذين انتهت عقودهم، من قبل فرقهم السابقة، وهم أحرار في الانضمام إلى فريق مختلف.
في دوري كرة القاعدة الرئيسي، يمكن استخدام اللاعب الذي سيتم تسميته لاحقًا لوضع اللمسات الأخيرة على شروط التجارة في تاريخ لاحق، لكن اختيارات المسودة غير مقبولة كأصول تداول (مع استثناء واحد). في الدوري الأمريكي لكرة القدم، إلى جانب لاعبي دوري كرة القدم الحاليين واختيار المسودة، يجوز للأندية أيضًا تداول حقوق دوري كرة القدم للاعبين من غير دوري كرة القدم، وتخصيص الأموال، وترتيب التخصيص، وفتحات اللاعبين الدوليين.

## شرط عدم التجارة
شرط عدم التجارة هو تعديل لعقد، وعادة ما يكون ذا صلة بالرياضات الاحترافية في أمريكا الشمالية، حيث لا يجوز تداول اللاعب مع نادٍ آخر دون موافقة اللاعب. في بعض الأحيان يتم تنفيذ هذا البند من قبل النادي نفسه، ولكن الغالبية العظمى يطلبها اللاعب ووكيله الرياضي لتجنب إرساله إلى نادٍ غير متنافس أو نادٍ في مدينة غير جذابة. في كثير من الحالات، تكون شروط عدم التجارة محدودة، حيث قد يقتصر النادي على تداول اللاعب الرياضي فقط في أوقات معينة، أو فقط لفريق معين أو منطقة جغرافية معينة.
تم العثور على بنود عدم التجارة في معظم الألعاب الرياضية في أمريكا الشمالية، بما في ذلك دوري البيسبول الرئيسي، والرابطة الوطنية لكرة القدم ، والاتحاد الوطني لكرة السلة، ودوري الهوكي الوطني، والدوري الأمريكي لكرة القدم، وبعض البطولات الصغيرة في جميع أنحاء البلاد. تقوم العديد من البطولات الأوروبية، ومعظمها كرة قدم وكرة سلة للمحترفين، بتنفيذ تعديلات العقد هذه.
عادة ما يكون لكل دوري قواعده الخاصة فيما يتعلق بهذه البنود؛ على سبيل المثال في الدوري الاميركي للمحترفين، لا يمكن التفاوض على شروط عدم التجارة في العقود إلا عندما يكون لدى اللاعب أربع سنوات على الأقل من الخدمة للفريق الذي يوقع العقد معه وثماني سنوات على الأقل في الدوري الاميركي للمحترفين. الدوريات الأخرى لها قواعد مختلفة أخرى، على سبيل المثال في دوري كرة القاعدة الرئيسي، تمنح قاعدة «خمسة وعشرة» معظم اللاعبين تحكمًا محدودًا في قابليتهم للتداول بمجرد استيفائهم للمعايير العشرة والخمسة، مما يعني أن اللاعب قد لعب في الدوري عشرة مواسم ومع الحالي فريق لا يقل عن خمسة.
في NHL ، تم إلقاء اللوم على هذه الحقوق بسبب نقص الصفقات التي تم سحبها في السنوات الأخيرة، حيث استشهد النقاد بأمثلة حيث تم تفجير «الصفقات المنفذة» من قبل «اللاعبين الأنانيين». على الرغم من وجود بند عدم تداول في العقد، فقد طالب اللاعبون في كثير من الأحيان بالتداول ثم استخدام شرط عدم التجارة لتحديد فريق وجهة مفضل، على الرغم من أن هذا لن يعطي أقصى قيمة للفريق الذي يغادره. لتجنب مثل هذا الموقف المحتمل، سيطلب المدير العام الذكي أولاً أن يتنازل اللاعب عن شرط عدم التجارة قبل التفكير في صفقة، على الرغم من أن هذا من شأنه أن يقلل من نفوذ اللاعب.

### التنازل عن شرط عدم التجارة
غالبًا ما يتم التنازل عن شرط عدم التجارة من قبل اللاعبين أنفسهم، عادةً من أجل اللعب لفريق منافس.

#### دوري كرة القاعدة الرئيسي
في إحدى الحالات الدراماتيكية في عام 2001، فكر فريد ماكجريف، قائد فريق تامبا باي ديفيل رايز ، في التنازل عن حقوقه لمدة شهر تقريبًا قبل أن يقبل في النهاية صفقة أرسلته إلى شيكاغو كابس.
في عام 2017، رفض لاعب فريق ميامي مارلينز جيانكارلو ستانتون التداولات إلى كل من سانت لويس كاردينالز وسان فرانسيسكو جاينتس، قائلاً إنه سيرفض التنازل عن شرط عدم التجارة لأي فريق بخلاف المتنافسين شيكاغو كابس، مسقط رأس لوس أنجلوس دودجرز، فوق - نيويورك يانكيز القادمة، وبطل بطولة العالم 2017 هيوستن أستروس. تم تداول ستانتون في النهاية مع يانكيز مقابل ستارلين كاسترو وخورخي جوزمان وخوسيه ديفيرز.

#### الدوري الاميركي للمحترفين
في عام 2007، كان كوبي براينت على استعداد للتنازل عن شرط عدم التجارة مع لوس أنجلوس ليكرز من أجل التعامل مع فريق فينيكس صنز أو شيكاجو بولز، ولكن في هذه الحالة، انتقائية براينت بقدر ما يرغب في ذلك. حد اللعب من قدرة ليكرز على تحريكه، وفي النهاية لم يتم إجراء أي صفقة على الإطلاق.

#### دوري الهوكي الوطني
كان بند داريل سيتلر الخاص بعدم التجارة يحميه من الانتقال، عندما أراد مالك تورنتو مابل ليفز هارولد بالارد والمدير بانش إملاخ التخلص من تأثير سيتلر على الفريق أو الحد منه (بدلًا من ذلك، استبدل إملاخ بلاني ماكدونالد ليضرب سيتلر)؛ بعد بضع سنوات، تنازل سيتلر عن الشرط عندما تدهورت العلاقات بينه وبين بالارد. طالب داني هيتلي بالتجارة من أعضاء مجلس الشيوخ في أوتاوا في نهاية موسم 2008-09 . كانت هناك صفقة سارية لإرسال هيتلي إلى إدمونتون أويلرز في 30 يونيو، لكن هيتلي رفض التنازل عن شرط عدم التجارة (غاب أويلرز عن التصفيات لثلاثة مواسم متتالية)، لذلك تم تداوله مع سان خوسيه شاركس بدلاً من ذلك، مع حصول أعضاء مجلس الشيوخ على حزمة أقل بكثير من تلك التي قدمها أويلرز.  طالب ريك ناش بالتجارة من كولومبوس بلو جاكيتز خلال موسم 2011-12 في دوري الهوكي الوطني، ولكن لم يتم الانتهاء من الصفقة بسبب ارتفاع سعر طلب المدير العام سكوت هوسون من الفرق التي كان ناش قد سمح لها بالتجارة. استمرت فترة الانتظار حتى صيف عام 2012، عندما تم تداوله مع فريق نيويورك رينجرز مقابل براندون دوبينسكي، وتيم إريكسون، وأرتيم أنيسيموف، واختيار رينجرز في الجولة الأولى في مسودة 2013 .
في حالة غير عادية، رفض ماتس سوندين التنازل عن شرط عدم التجارة خلال الجزء الأخير من موسم 2007-08، على الرغم من أن مابل ليفز كان في طريقه لتغيب عن التصفيات، وكان عقده سينتهي بعد انتهاء الموسم. طلبت إدارة ليفز أن يتنازل سندن عن شرط عدم التجارة حتى يتمكن الفريق من إعادة البناء من خلال اكتساب المواهب الشابة المحتملة أو اختيارات التجنيد، وكان سندين مطمعا من قبل العديد من الفرق التي تتطلع إلى تعزيز قائمتها في التصفيات قبل الموعد النهائي للتجارة. قال سوندين إنه لا يؤمن بأن يكون «لاعبًا مستأجرًا» وأنه إذا فاز بكأس ستانلي، فإنه يريد أن يفعل ذلك على مدار موسم كامل.

## الموعد النهائي للتجارة
الموعد النهائي للتجارة (أو الموعد النهائي للتداول) هو قاعدة تنظم تداول عقود اللاعبين المحترفين بين الأندية. في دوري البيسبول الرئيسي ودوري الهوكي الوطني، يكون اللاعبون المكتسبون من خلال التجارة بعد الموعد النهائي للتجارة غير مؤهلين للعب ما بعد الموسم في ذلك الموسم، ما لم يسمح لهم الدوري المعني باستبدال لاعب مصاب في القائمة. في الدوري الوطني لكرة القدم والاتحاد الوطني لكرة السلة ودوري كرة القدم الرئيسي، لا يُسمح بالصفقات بعد الموعد النهائي. يستخدم هذا المصطلح بشكل رئيسي في أمريكا الشمالية. في الاقتراب من الموعد النهائي، هناك نشاط متزايد واهتمام بالتداولات.
الغرض من الموعد النهائي للتجارة هو الحفاظ على التوازن التنافسي في نهاية الموسم.

### دوري كرة القاعدة الرئيسي
كان الموعد النهائي الحالي لتجارة دوري البيسبول (MLB) في 31 يوليو ساري المفعول منذ الاتفاقية الأساسية لعام 1986 والتي نتجت عن قرار إضراب دوري البيسبول لعام 1985.  نقله المفوض روب مانفريد إلى 1 أغسطس لموسم 2016 فقط، حيث كان 31 يوليو 2016 يوم الأحد. بعد استراحة كل النجوم، ستحدد الفرق ما إذا كانت في وضع يمكنها من المنافسة في فترة ما بعد الموسم أم لا. بسبب الوكالة المجانية وعدم وجود حد أقصى للراتب في لعبة البيسبول، غالبًا ما يتم وضع اللاعبين في السنة الأخيرة من عقدهم في «كتلة التداول» من قبل العديد من الفرق المتنافسة غير المتنافسة في مباراة فاصلة. لن تدفع فرق السوق الأصغر - أو لا تستطيع - دفع رواتب عالية للاعبين المخضرمين الأفضل لديهم، لذلك سيحاولون استبدالها بمنافس ما بعد الموسم، مقابل بعض اللاعبين المحتملين في الدوري الصغير أو لاعبين آخرين قد يكونون قادرين على مساعدتهم في المستقبل.
حتى موسم 2019، كان لدى دوري كرة القاعدة الرئيسي موعد نهائي للإعفاء التجاري المنفصل في 31 أغسطس. بين 1 أغسطس و 31 أغسطس، طُلب من اللاعبين مسح التنازلات قبل أن يتم تداولهم. كانت التنازلات قابلة للإلغاء، مما يعني أن الفريق يمكنه إلغاء مطالبة فريق آخر بشأن لاعبه. تم إلغاء الموعد النهائي للتنازل عن التجارة في 31 أغسطس اعتبارًا من موسم 2019.
تم تحديد الموعد النهائي للتجارة من قبل دوري كرة القاعدة الرئيسي استجابةً لمحاولات مختلفة من قبل ناديي الكرة في مدينة نيويورك، العمالقة ويانكيز، لاستخدام مزاياهم المالية لإمالة التوازن التنافسي لبطولاتهم لصالحهم من عام 1917 حتى عام 1922 . في حالة يانكيز، كانت معظم تعاملاتها مع بوسطن ريد سوكس. أسست الرابطة الأمريكية (AL) أول قاعدة من نوعها لـ دوري كرة القاعدة الرئيسي في عام 1920 كنتيجة غير مباشرة لبيع ريد سوكس لبيب روث إلى يانكيز. حظرت تجارة وبيع لاعبي الكرة بين 1 أغسطس واختتام بطولة العالم. حددت قاعدة موحدة تخدم كل من البطولات الكبرى، والتي تم تبنيها قبل موسم 1923، الموعد النهائي في 15 يونيو. التاريخ، الذي اختاره مفوض دوري كرة القاعدة الرئيسي كينيساو ماونتن لانديس بناءً على اقتراح من مالك بيتسبرغ بايرتس بارني دريفوس، ظل ساري المفعول خلال موسم 1985.

### الدوري الاميركي للمحترفين
الموعد النهائي للاتحاد الوطني لكرة السلة يصادف يوم الخميس السادس عشر من الموسم (عادة في منتصف فبراير) في الساعة الثالثة مساءً بالتوقيت الشرقي.  كان الموعد النهائي لموسم 2011-12 في 15 مارس 2012، بسبب إغلاق الدوري الاميركي للمحترفين 2011-12. في الدوري الاميركي للمحترفين، يُحظر الصفقات بعد الموعد النهائي، على الرغم من أنه يُسمح للفرق بالتوقيع على وكلاء مجانيين واستدعاء اللاعبين من دوري جي حتى نهاية الموسم العادي. 

### اتحاد كرة القدم الأميركي
الموعد النهائي للرابطة الوطنية لكرة القدم هو الثلاثاء الذي يلي الأسبوع الثامن (السادس سابقا) من الموسم العادي.
عادةً ما يكون هناك نشاط قليل نسبيًا في هذا اليوم ولا يتم التعامل مع أي لاعبين نجوم تقريبًا مع أندية أخرى في الأسبوع السادس من الموسم. إن الموعد النهائي المبكر، إلى جانب اضطرار اللاعبين إلى تعلم نظام جديد بالكامل سريعًا، إلى جانب الحد الأقصى للراتب، غالبًا ما يجعل من الصعب إجراء صفقات ضخمة في هذا اليوم، على عكس معظم الرياضات الأخرى. يتم حظر الصفقات بعد الموعد النهائي في اتحاد كرة القدم الأميركي، إلا إذا تم اقتراح التجارة في البداية قبل الموعد النهائي.

### دوري الهوكي الوطني
يتم احتساب الموعد النهائي للتداول في دوري الهوكي الوطني على أنه اليوم الأربعين قبل اليوم الأخير من الموسم العادي، مما يضمن أنه يقع عادةً خلال الأسبوع الأخير من شهر فبراير أو الأسبوع الأول من شهر مارس. يشبه إلى حد كبير دوري البيسبول الرئيسي والاتحاد الوطني لكرة السلة، فإن الموعد النهائي للتجارة دوري الهوكي الوطني غالبًا ما يكون فترة من زيادة حركة اللاعبين؛ تحاول الفرق التي تقوم بالدفع النهائي لتأمين نقطة فاصلة أو تأمل في التعمق في التصفيات أن تتداول للحصول على قدامى المحاربين أو الهدافين المؤكدين من أجل ترسيخ قوائمهم. على العكس من ذلك، قد تكون الفرق التي تعيد البناء مع لاعبين أصغر سناً على استعداد للتخلي عن لاعبيها الأغلى ثمناً من أجل «التخلص» (تخفيض) الراتب والحصول على اختيارات / احتمالات في المقابل. قد يتم عرض اللاعبين في الفرق المتنافسة على البلاي أوف والمصابين والذين لا يتوقع عودتهم للموسم الحالي على الفرق التي تعيد البناء، حيث لن تكون ذات قيمة بالنسبة لآفاق التصفيات للفريق في الموسم الحالي ولكن قد تكون ذات قيمة للآخرين فريق لموسم (مواسم) في المستقبل. كذلك، فإن اللاعبين الذين هم على وشك أن يصبحوا وكلاء أحرار غير مقيدين والذين أشاروا إلى أنهم لا ينوون العودة إلى فرقهم الحالية قد يتم مقايضتهم بعيدًا حتى تحصل هذه الفرق على شيء في المقابل، بدلاً من رؤية هؤلاء اللاعبين يوقعون مع فريق آخر أثناء وجودهم. الفرق السابقة لا تتلقى أي شيء.
كما أن الموعد النهائي للتداول في دوري الهوكي الوطني يولد قدرًا كبيرًا من الحديث بين مشجعي ومحللي الهوكي، مع الكثير من التكهنات والمناقشات حول اللاعبين الذين سيتم تداولهم وأين سيذهبون. في كندا، يتم التعامل مع الموعد النهائي للتداول في دوري الهوكي الوطني بمثل هذه الأهمية بحيث تكرس أكبر شبكتين رياضيتين تي اس ان وسبورت نت الكثير من اليوم للمضاربة وتغطية التداولات.

### اتحاد كرة القدم
أندية كرة القدم لديها نافذتان للانتقال في الموسم الواحد. في معظم البلدان، يقع أحدهما خلال منتصف الموسم والآخر يمتد خلال الفترة بين المواسم، ويطلق عليه عمومًا «موسم الإغلاق» في أوروبا و «موسم الركود» في أمريكا الشمالية. بالنسبة لتلك البلدان التي تبدأ مواسمها في أغسطس / سبتمبر مثل معظم الدول الأوروبية، عادةً ما تقع فترة الانتقالات في منتصف الموسم في يناير، وتفتح الأخرى من يونيو إلى سبتمبر. في البلدان ذات المواسم التي تعمل بالكامل خلال سنة تقويمية، مثل العديد من البطولات في أمريكا اللاتينية أو شمال أوروبا ، وكذلك دوري كرة القدم الرئيسي في أمريكا الشمالية، تفتح نافذة الانتقالات في منتصف الموسم في يوليو / أغسطس، بينما تبدأ الفترة الأخرى من مارس إلى أبريل. الفرق بين فترة الانتقالات والموعد النهائي للتجارة هو أنه لا يمكن شراء اللاعبين أو بيعهم خارج فترات فترة الانتقالات هذه. تم تقديم فكرة فترات الانتقالات في البداية في أوروبا، ثم اعتمدها الاتحاد الدولي لكرة القدم (الفيفا) لاحقًا. مثل الموعد النهائي للتجارة في أمريكا الشمالية، هناك زيادة كبيرة في النشاط والاهتمام مع اقتراب إغلاق فترة الانتقالات.

#### دوري كرة القدم
في دوري كرة القدم، يجب أن تتم الصفقات بين فرق الدوري الأمريكي لكرة القدم التي تتضمن انتقالات لاعبين ولاعبين من خارج الدوري الأمريكي لكرة القدم إما خلال فترة الانتقالات الأولية (عادةً من فبراير إلى مايو) أو فترة الانتقالات الثانوية (يوليو - أغسطس).
يقع تاريخ تجميد قائمة الدوري الأمريكي لكرة القدم في 15 سبتمبر، وفي ذلك الوقت يجب على الفرق تقديم قائمة نهائية لا يمكن تغييرها خلال اليوم التالي لكأس الدوري الأمريكي لكرة القدم.